# 五十嵐文郎
五十嵐 文郎（いがらし ふみお）は、日本のテレビドラマプロデューサー。テレビ朝日役員待遇・総合編成局ドラマ制作部エグゼクティブ・プロデューサー。

## 来歴・人物
東京都出身。東京教育大学附属中学校・高等学校（現・筑波大学附属中学校・高等学校）を経て、東京大学文学部仏文科卒業。東大時代は将棋部で活躍した。
1980年テレビ朝日入社。ドラマ畑を歩み、2003年秋からドラマ制作のトップ、制作2部長を務め、編成制作局局次長兼制作2部チーフプロデューサー、編成制作局制作2部エグゼクティブプロデューサーを経て、2013年6月27日付で役員待遇に昇格。ほかに制作会社・メディアミックス・ジャパン（MMJ）の非常勤取締役も務める。
ドラマ界が若者向けの恋愛ドラマ全盛となった90年代も、「ドラマはもっと幅広いもの。他局が得意のものは他局に任せて、自分たちがやりたいものをやった方がいい」と思い、若いプロデューサーにもそう言い続け、うまれたのが、『トリック』や『時効警察』だった。チーフプロデューサーを担い、中国ロケを敢行した愛新覚羅溥傑と妻、浩の人生をつづった『流転の王妃・最後の皇弟』、石原裕次郎の生涯を5夜連続で描いた『弟』などは、評価も視聴率も得た。「他局に比べると、まだまだ制作費や宣伝費も少ないが、それを重点的に投入すれば、張り合えるドラマが作れるという結果が出せた」と五十嵐は語る。
1998年に発売されたゲームソフト『サウンドノベル 街 -machi-』には、「木嵐袋郎」という名前のキャラクターが登場する。ゲームの原作者で長年、五十嵐と一緒に仕事に取り組んでいる脚本家長坂秀佳は、このキャラクターのモデルは五十嵐であると明言している。またゲームのスピンオフドラマ『透明少女エア』では、プロデューサーを務めた。
『TRICK』のノベライズ本では「五十嵐文三警部補」という人物が登場する。

## 手掛けた作品

### チーフプロデューサー
- 女教師（1998年）
- 笑ゥせぇるすまん（1999年）[4]
- 青い鳥症候群（1999年）
- おばあちゃま、壊れちゃったの?（2000年）
- 逮捕しちゃうぞ（2002年）
- 流転の王妃・最後の皇弟（2003年）
- OL銭道（2003年）
- アシ!（2003年）
- 菊次郎とさき（2003年）
- それからの日々（2004年）
- 弟（2004年）
- 西部警察 SPECIAL（2004年）
- 黒革の手帖（2004年）
- 電池が切れるまで（2004年）
- 西村京太郎トラベルミステリー（～2004年）
- 祇園囃子（2005年）
- 熟年離婚（2005年）
- 雨と夢のあとに（2005年）
- ラスト・プレゼント（2005年）
- 黒革の手帖スペシャル〜白い闇（2005年）
- 菊次郎とさき・第二期（2005年）
- 終りに見た街（2005年）
- 風林火山（2006年）
- けものみち（2006年）
- 夫婦（2006年）
- 7人の女弁護士（2006年）
- てるてるあした（2006年）
- ビバ!山田バーバラ（2006年）
- 黒い太陽（2006年）
- だめんず・うぉ～か～（2006年）
- 家族〜妻の不在・夫の存在〜（2006年）
- 氷点（2006年）
- マグロ（2007年）
- 松本清張 わるいやつら（2007年）
- 生徒諸君!（2007年）
- 敵は本能寺にあり（2007年）
- 天と地と（2008年）
- 交渉人〜THE NEGOTIATOR〜（2008年）
- 7人の女弁護士・第2シリーズ（2008年）
- ロト6で3億2千万円当てた男（2008年）
- 小児救命（2008年）
- 警官の血（2009年）
- 名探偵の掟（2009年）
- 刑事一代 平塚八兵衛の昭和事件史（2009年）
- 女帝 薫子（2010年）
- 警視庁取調官 落としの金七事件簿（2010年）
- 警視庁継続捜査班（2010年）
- SP〜警視庁警護課（2011年）
- 愛・命 〜新宿歌舞伎町駆け込み寺〜（2011年）
- 松本清張没後20年・ドラマスペシャル 熱い空気（2012年）
- 松本清張ドラマスペシャル・三億円事件（2014年）
- 松本清張「霧の旗」（2014年）
- 復讐法廷（2015年）
- 松本清張ドラマスペシャル 黒い樹海（2016年）
- やすらぎの郷（2017年）
- トットちゃん!（2017年）
- 友情〜平尾誠二と山中伸弥「最後の一年」〜（2023年）

### プロデューサー
- 特捜最前線(～1987年)
- ミスマッチ（1988年）
- 丹波哲郎ミステリー劇場（1989年）
- 横溝正史傑作サスペンス・犬神家の一族（1990年）
- 七人の女弁護士（1991年）
- 外科病棟女医の事件ファイル（1991年）
- 女事件記者立花圭子（1992年）
- ラブストーリーを君に'92（1992年）
- 女検事の捜査ファイル（1993年）
- 新空港物語（1994年）
- 菊亭八百善の人びと（1994年）
- 大家族ドラマ 嫁の出る幕（1994年）
- 味いちもんめ（1995年）
- カケオチのススメ（1995年）
- ハンサムマン（1996年）
- HEN（1996年）
- 闇のパープル・アイ（1996年）
- 小児病棟・命の季節（1996年）
- 三毛猫ホームズの推理（1996年）
- しようよ♡（1996年）
- しようよ2♡ 女教師ナズナの場合（1996年）
- お天気お姉さん（1997年）
- お天気お姉さん2（1997年）
- いとしの未来ちゃん（1997年）
- 最高の食卓（1997年）
- オマタかおる（1997年）
- ギャルボーイ!（1997年）
- 幻想ミッドナイト（1997年）
- 運命の恋人（1997年）
- 透明少女エア（1998年）
- 凄絶!嫁姑戦争 羅刹の家（1998年）
- ニュースキャスター霞涼子（1999年）
- プリズンホテル（1999年）
- OLヴィジュアル系（2000年）
- 新春ドラマスペシャル・菊次郎とさき（2001年）
- みそじ魂（2001年）
- 松本清張没後10年記念 ビートたけしドラマスペシャル・張込み（2002年）
- 結婚の条件（2002年）

## 製作・企画
- KIRARA（1996年）
- 変（1996年）
- 特命係長 只野仁 スペシャル（2005年）
- 富豪刑事デラックス（2006年）
- レガッタ〜君といた永遠〜（2006年）
- 特命係長 只野仁（2007年）